# Владимир Каплуновски
Владѝмир Па̀влович Каплуно̀вски е съветски кинорежисьор и художник-постановчик. Заслужил артист на РСФСР (1968). Носител на две Сталински награди (1947, 1950).

## Биография
Роден на 15 (28) юли 1906 г. в Харков.
От 1924 до 1928 г. учи в театралния отдел на Казахския държавен художествен институт (факултет по кино и театър), през периода 1929 – 1935 г. работи в „Украинфилм“.
От 1954 г. работи в „Межрабпомфилм“.
От 1954 г. до края на живота си работи в „Мосфилм“, където през 1944 – 1949 г. е главен художник.
Умира на 14 февруари 1969 г. в Москва.

## Филмография

### Като художник
- 1929 – Вредитель
- 1930 – Мирабо
- 1930 – Не задерживайте движения
- 1930 – Свой парень
- 1930 – Трансбалт
- 1931 – Генеральная репетиция
- 1931 – Штурмовые ночи
- 1934 – Восстание рыбаков
- 1934 – Живой бог
- 1935 – Гибель сенсации
- 1935 – Строгий юноша
- 1936 – Застава у Чёртова брода
- 1936 – Карл Бруннер
- 1937 – Белеет парус одинокий
- 1938 – Пиковая дама (не е был завършен)
- 1939 – Трактористы
- 1940 – Весенний поток
- 1940 – Небеса
- 1940 – Яков Свердлов
- 1941 – Боевой киносборник № 8 („Ночь над Белградом“)
- 1941 – Мечта
- 1942 – Швейк готовится к бою
- 1942 – Александр Пархоменко
- 1942 – Боевой киносборник № 11
- 1943 – Два бойца
- 1944 – Малахов курган
- 1944 – Я — черноморец
- 1946 – Большая жизнь (ескизи с Ф. Богуславским)
- 1946 – Глинка
- 1947 – Свет над Россией
- 1947 – Весна
- 1948 – Страницы жизни
- 1949 – Падение Берлина
- 1951 – Незабываемый 1919 год
- 1952 – Ревизор
- 1954 – Испытание верности
- 1962 – Деловые люди
- 1965 – Дайте жалобную книгу
- 1966 – Кавказская пленница, или Новые приключения Шурика

### Като режисьор
- 1955 – Мексиканец
- 1958 – Капитанская дочка
- 1961 – Любушка

## Награди

### Държавни
- Орден Знак Почета (14 април 1944);[2]
- Сталинская премия II ст. – за оформлението на филма „Гльинка“ (1947);[2]
- Сталинская премия I ст. – за оформлението на филма „Падение Берлина“ (1949).[2]

### Професионални премии и награди
- МКФ в XII Локарно (1959)
- Диплом III МКФ във Ванкувър (1960)
- Диплом IV МКФ в Монреал (1960)
- Диплом за участие в МКФ в Стратфорд (1960)